# Стэнтон, Пэт
Патрик Гордон Стэнтон (англ. Patrick Gordon Stanton род. 13 сентября 1944, Эдинбург) — шотландский футболист и футбольный тренер, игрок сборной Шотландии.

## Биография

### Клубная карьера
Стэнтон большую часть карьеры играл за «Хиберниан», в котором отыграл 13 сезонов и выиграл несколько трофеев, среди которых был Кубок шотландской лиги 1972 года. При этом в той команде он выиграл титул в качестве капитана, а до этого в 1970 году он признавался футболистом года по версии ассоциации футбольных журналистов Шотландии. Всего во всех турнирах за эту команду Стэнтон сыграл 617 матчей и забил 78 голов.
В 1976 году Стэнтон перешёл в «Селтик», в котором отыграл два сезона, выиграв в 1977 году чемпионский титул и Кубок Шотландии. В этом же клубе Стэнтон завершил карьеру в возрасте 34 лет.

### Карьера в сборной
В составе сборной Шотландии сыграл 16 матчей, в которых не забил ни одного мяча.

### Тренерская карьера
Начал тренерскую карьеру в «Абердине», как помощник Алекса Фергюсона и вместе с ним в 1980 году выиграл чемпионат Шотландии. Затем работал главным тренером клубов «Кауденбит», «Данфермлин Атлетик» (1980–1982) и «Хиберниана» (1982–1984).